# Tillandsia exaltata
Espèce
Classification phylogénétique
Tillandsia exaltata Mez est une espèce de plantes à fleurs de la famille des Bromeliaceae endémique de Colombie.
L'épithète exaltata signifie « élevée » et est en rapport avec la haute tige florale.

## Protologue et Type nomenclatural
Tillandsia exaltata Mez in C.DC., Monogr. Phan. 9: 766, n° 121 (1896)
Diagnose originale :
« statura maxima; foliis rosulatis, subglabris ; inflorescentia amplissime tripinnalim panniculata[sic] ; spicis +/- 7-floris, flabellatis, circuitu sublanceolatis ; bracteolis florigeris acute carinatis, sepala manifeste superantibus; floribus erectis; sepalis antico libero, posticis binis ad 1 mm. connatis; petalis albis, stamina manifeste superantibus; stylo quam stamina paullo breviore. »
Type :
- leg. F.C. Lehmann, n° XXV ; « Columbiae prov. Antioquia, prope Amalfi in silvis densis, alt. 1600-2000 m. » ; Holotypus Herb. Boiss.-Barbey[1].
- leg. Lehmann, n° XXV, 1884-09-23 ; « Land Antioquia, Kolombien. 1600 -2000 m. » ; Isotypus US National Herbarium (US 00089188)

## Synonymie nomenclaturale
(aucune)

## Synonymie taxonomique
- Tillandsia excelsa Wittm. non Baker[1]

## Écologie et habitat
- Typologie : plante herbacée en rosette acaule monocarpique vivace par ses rejets latéraux ; épiphyte[1] ou terrestre[1].
- Habitat : forêts denses[1].
- Altitude : 1600-2000 m[1].

## Distribution
- Amérique du sud :
  -  Colombie
    - Antioquia[1]